# Billie Jean King Cup 2023 – zóna Evropy a Afriky
Zóna Evropy a Afriky Billie Jean King Cupu 2023 byla jednou ze tří zón soutěže, které se zúčastnily státy ležící v Evropě a Africe. Do třicátého prvního ročníku kontinentální zóny, hraného v Billie Jean King Cupu 2023, nastoupilo 56 družstev, z toho jedenáct v 1. skupině, jedenáct ve 2. skupině, jedenáct ve 3. evropské skupině, dvanáct ve 3. africké skupině a zbylých jedenáct ve 4. africké skupině. Součástí herního plánu byla skupinová fáze a v rámci skupin baráže o postup a sestup.

## 1. skupina
- Místo konání: Megasaray Tennis Academy, Antalya, Turecko (antuka, venku)[1]
- Datum: 10.–15. dubna 2023
- Formát: Jedenáct týmů hrálo ve dvou základních blocích. Družstva na prvních místech bloků automaticky postoupila do listopadové světové baráže 2023 a sehrála zápas o konečné pořadí. Výběry z druhých míst se střetly v baráži o třetí postupové místo. Šestý tým na posledním  místě bloku B sestoupil do 2. skupiny euroafrické zóny pro rok 2024. Druhý sestupující vzešel ze vzájemného duelu mezi pátými výběry obou bloků.[1]

### Nasazení
| Tým                                                          | ITF | nas. |
| ------------------------------------------------------------ | --- | ---- |
| Lotyšsko                                                     | 18. | 1.   |
| Srbsko                                                       | 23. | 2.   |
| Maďarsko                                                     | 25. | 3.   |
| Švédsko                                                      | 28. | 4.   |
| Chorvatsko                                                   | 29. | 5.   |
| Turecko                                                      | 36. | 6.   |
| Bulharsko                                                    | 42. | 7.   |
| Nizozemsko                                                   | 40. | 8.   |
| Egypt                                                        | 51. | 9.   |
| Dánsko                                                       | 55. | 10.  |
| Norsko                                                       | 58. | 11.  |
| ITF – žebříček ITFnasazení dle žebříčku z 16. listopadu 2022 |     |      |

### Blok A
|   |            | HUN | NED | TUR | LAT | EGY | Zápasy | Sety         | Hry            | Pořadí |
| 3 | Maďarsko   |     | 3–0 | 1–2 | 2–1 | 3–0 | 9–3    | 18–9 (67 %)  | 143–101 (59 %) | 1      |
| 8 | Nizozemsko | 0–3 |     | 2–1 | 3–0 | 3–0 | 8–4    | 17–11 (61 %) | 140–108 (56 %) | 2      |
| 6 | Turecko    | 2–1 | 1–2 |     | 3–0 | 2–1 | 8–4    | 19–9 (68 %)  | 143–108 (57 %) | 3      |
| 1 | Lotyšsko   | 1–2 | 0–3 | 0–3 |     | 3–0 | 4–8    | 9–17 (32 %)  | 101–134 (43 %) | 4      |
| 9 | Egypt      | 0–3 | 0–3 | 1–2 | 0–3 |     | 1–11   | 4–23 (15 %)  | 81–157 (34 %)  | 5      |

#### Lotyšsko vs. Nizozemsko
| | Lotyšsko | 0 :                                                                           | 3   | Nizozemsko |     |  |
| --- | -------- | ----------------------------------------------------------------------------- | --- | ---------- | --- |  |
| Megasaray Tennis Academy, Antalya, Turecko 10. dubna 2023 antuka |          |                                                                               |     |            |     |  |
| \| \| \| \| 1. \| 2. \| 3. \| \| \| -- \| \| ----------------------------------------------------------------------------- \| --- \| ---- \| --- \| \| \| 1. \| \| Diāna Marcinkēvičová Lexie Stevensová \| 3 6 \| 5 7 \| \| \| \| 2. \| \| Daniela Vismaneová Lesley Pattinama Kerkhoveová \| 3 6 \| 7 62 \| 3 6 \| \| \| 3. \| \| Adelina Lachinovová / Beatrise Zeltiņová Bibiane Schoofsová / Demi Schuursová \| 2 6 \| 1 6 \| \| \| \| \| \| \| \| \| \| \| \| \| \| \| \| \| \| \| \| \| \| \| \| \| \| \| \| \| \| \| \| \| \| \| \| \| \| \| \| \| \| \| |          |                                                                               |     |            |     |  |
| |          |                                                                               | 1.  | 2.         | 3.  |  |
| 1. |          | Diāna Marcinkēvičová Lexie Stevensová                                         | 3 6 | 5 7        |     |  |
| 2. |          | Daniela Vismaneová Lesley Pattinama Kerkhoveová                               | 3 6 | 7 62       | 3 6 |  |
| 3. |          | Adelina Lachinovová / Beatrise Zeltiņová Bibiane Schoofsová / Demi Schuursová | 2 6 | 1 6        |     |  |
| |          |                                                                               |     |            |     |  |
| |          |                                                                               |     |            |     |  |
| |          |                                                                               |     |            |     |  |
| |          |                                                                               |     |            |     |  |
| |          |                                                                               |     |            |     |  |

#### Turecko vs. Egypt
| | Turecko | 2 :                                                                | 1   | Egypt |     |  |
| --- | ------- | ------------------------------------------------------------------ | --- | ----- | --- |  |
| Megasaray Tennis Academy, Antalya, Turecko 10. dubna 2023 antuka |         |                                                                    |     |       |     |  |
| \| \| \| \| 1. \| 2. \| 3. \| \| \| -- \| \| ------------------------------------------------------------------ \| --- \| ---- \| --- \| \| \| 1. \| \| Çağla Büyükakçay Merna Refaatová \| 6 3 \| 6 1 \| \| \| \| 2. \| \| İpek Özová Sandra Samirová \| 4 6 \| 6 2 \| 3 6 \| \| \| 3. \| \| Berfu Cengizová / İpek Özová Sandra Samirová / Rana Šaríf Ahmedová \| 6 2 \| 7 65 \| \| \| \| \| \| \| \| \| \| \| \| \| \| \| \| \| \| \| \| \| \| \| \| \| \| \| \| \| \| \| \| \| \| \| \| \| \| \| \| \| \| \| |         |                                                                    |     |       |     |  |
| |         |                                                                    | 1.  | 2.    | 3.  |  |
| 1. |         | Çağla Büyükakçay Merna Refaatová                                   | 6 3 | 6 1   |     |  |
| 2. |         | İpek Özová Sandra Samirová                                         | 4 6 | 6 2   | 3 6 |  |
| 3. |         | Berfu Cengizová / İpek Özová Sandra Samirová / Rana Šaríf Ahmedová | 6 2 | 7 65  |     |  |
| |         |                                                                    |     |       |     |  |
| |         |                                                                    |     |       |     |  |
| |         |                                                                    |     |       |     |  |
| |         |                                                                    |     |       |     |  |
| |         |                                                                    |     |       |     |  |

#### Maďarsko vs. Egypt
| | Maďarsko | 3 :                                                                                             | 0   | Egypt |    |  |
| --- | -------- | ----------------------------------------------------------------------------------------------- | --- | ----- | -- |  |
| Megasaray Tennis Academy, Antalya, Turecko 11. dubna 2023 antuka |          |                                                                                                 |     |       |    |  |
| \| \| \| \| 1. \| 2. \| 3. \| \| \| -- \| \| ----------------------------------------------------------------------------------------------- \| --- \| --- \| -- \| \| \| 1. \| \| Dalma Gálfiová Lamis Alhussein Abdel Azizová \| 6 1 \| 6 3 \| \| \| \| 2. \| \| Anna Bondárová Sandra Samirová \| 6 1 \| 6 2 \| \| \| \| 3. \| \| Réka Luca Janiová / Amarissa Kiara Tóthová Lamis Alhussein Abdel Azizová / Rana Sherif Ahmedová \| 6 1 \| 6 2 \| \| \| \| \| \| \| \| \| \| \| \| \| \| \| \| \| \| \| \| \| \| \| \| \| \| \| \| \| \| \| \| \| \| \| \| \| \| \| \| \| \| \| |          |                                                                                                 |     |       |    |  |
| |          |                                                                                                 | 1.  | 2.    | 3. |  |
| 1. |          | Dalma Gálfiová Lamis Alhussein Abdel Azizová                                                    | 6 1 | 6 3   |    |  |
| 2. |          | Anna Bondárová Sandra Samirová                                                                  | 6 1 | 6 2   |    |  |
| 3. |          | Réka Luca Janiová / Amarissa Kiara Tóthová Lamis Alhussein Abdel Azizová / Rana Sherif Ahmedová | 6 1 | 6 2   |    |  |
| |          |                                                                                                 |     |       |    |  |
| |          |                                                                                                 |     |       |    |  |
| |          |                                                                                                 |     |       |    |  |
| |          |                                                                                                 |     |       |    |  |
| |          |                                                                                                 |     |       |    |  |

#### Turecko vs. Nizozemsko
| | Turecko | 1 :                                                               | 2   | Nizozemsko |     |  |
| --- | ------- | ----------------------------------------------------------------- | --- | ---------- | --- |  |
| Megasaray Tennis Academy, Antalya, Turecko 11. dubna 2023 antuka |         |                                                                   |     |            |     |  |
| \| \| \| \| 1. \| 2. \| 3. \| \| \| -- \| \| ----------------------------------------------------------------- \| --- \| --- \| --- \| \| \| 1. \| \| Çağla Büyükakçay Suzan Lamensová \| 4 6 \| 6 2 \| 0 6 \| \| \| 2. \| \| Zeynep Sönmezová Lesley Pattinama Kerkhoveová \| 6 3 \| 6 3 \| \| \| \| 3. \| \| Berfu Cengizová / İpek Özová Suzan Lamensová / Bibiane Schoofsová \| 0 6 \| 1 6 \| \| \| \| \| \| \| \| \| \| \| \| \| \| \| \| \| \| \| \| \| \| \| \| \| \| \| \| \| \| \| \| \| \| \| \| \| \| \| \| \| \| \| |         |                                                                   |     |            |     |  |
| |         |                                                                   | 1.  | 2.         | 3.  |  |
| 1. |         | Çağla Büyükakçay Suzan Lamensová                                  | 4 6 | 6 2        | 0 6 |  |
| 2. |         | Zeynep Sönmezová Lesley Pattinama Kerkhoveová                     | 6 3 | 6 3        |     |  |
| 3. |         | Berfu Cengizová / İpek Özová Suzan Lamensová / Bibiane Schoofsová | 0 6 | 1 6        |     |  |
| |         |                                                                   |     |            |     |  |
| |         |                                                                   |     |            |     |  |
| |         |                                                                   |     |            |     |  |
| |         |                                                                   |     |            |     |  |
| |         |                                                                   |     |            |     |  |

#### Lotyšsko vs. Egypt
| | Lotyšsko | 3 :                                                                            | 0     | Egypt |     |  |
| --- | -------- | ------------------------------------------------------------------------------ | ----- | ----- | --- |  |
| Megasaray Tennis Academy, Antalya, Turecko 12. dubna 2023 antuka |          |                                                                                |       |       |     |  |
| \| \| \| \| 1. \| 2. \| 3. \| \| \| -- \| \| ------------------------------------------------------------------------------ \| ----- \| --- \| --- \| \| \| 1. \| \| Diāna Marcinkēvičová Lamis Alhussein Abdel Azizová \| 78 66 \| 7 5 \| \| \| \| 2. \| \| Daniela Vismaneová Sandra Samirová \| 6 1 \| 6 1 \| \| \| \| 3. \| \| Adelina Lachinovová / Beatrise Zeltiņová Merna Refaatová / Rana Šaríf Ahmedová \| 4 6 \| 6 2 \| 6 3 \| \| \| \| \| \| \| \| \| \| \| \| \| \| \| \| \| \| \| \| \| \| \| \| \| \| \| \| \| \| \| \| \| \| \| \| \| \| \| \| \| \| |          |                                                                                |       |       |     |  |
| |          |                                                                                | 1.    | 2.    | 3.  |  |
| 1. |          | Diāna Marcinkēvičová Lamis Alhussein Abdel Azizová                             | 78 66 | 7 5   |     |  |
| 2. |          | Daniela Vismaneová Sandra Samirová                                             | 6 1   | 6 1   |     |  |
| 3. |          | Adelina Lachinovová / Beatrise Zeltiņová Merna Refaatová / Rana Šaríf Ahmedová | 4 6   | 6 2   | 6 3 |  |
| |          |                                                                                |       |       |     |  |
| |          |                                                                                |       |       |     |  |
| |          |                                                                                |       |       |     |  |
| |          |                                                                                |       |       |     |  |
| |          |                                                                                |       |       |     |  |

#### Maďarsko vs. Turecko
| | Maďarsko | 1 :                                                          | 2    | Turecko |     |  |
| --- | -------- | ------------------------------------------------------------ | ---- | ------- | --- |  |
| Megasaray Tennis Academy, Antalya, Turecko 12. dubna 2023 antuka |          |                                                              |      |         |     |  |
| \| \| \| \| 1. \| 2. \| 3. \| \| \| -- \| \| ------------------------------------------------------------ \| ---- \| --- \| --- \| \| \| 1. \| \| Dalma Gálfiová Zeynep Sönmezová \| 3 6 \| 4 6 \| \| \| \| 2. \| \| Anna Bondárová İpek Özová \| 4 6 \| 6 4 \| 7 5 \| \| \| 3. \| \| Anna Bondárová / Dalma Gálfiová Berfu Cengizová / İpek Özová \| 7 64 \| 4 6 \| 2 6 \| \| \| \| \| \| \| \| \| \| \| \| \| \| \| \| \| \| \| \| \| \| \| \| \| \| \| \| \| \| \| \| \| \| \| \| \| \| \| \| \| \| |          |                                                              |      |         |     |  |
| |          |                                                              | 1.   | 2.      | 3.  |  |
| 1. |          | Dalma Gálfiová Zeynep Sönmezová                              | 3 6  | 4 6     |     |  |
| 2. |          | Anna Bondárová İpek Özová                                    | 4 6  | 6 4     | 7 5 |  |
| 3. |          | Anna Bondárová / Dalma Gálfiová Berfu Cengizová / İpek Özová | 7 64 | 4 6     | 2 6 |  |
| |          |                                                              |      |         |     |  |
| |          |                                                              |      |         |     |  |
| |          |                                                              |      |         |     |  |
| |          |                                                              |      |         |     |  |
| |          |                                                              |      |         |     |  |

#### Lotyšsko vs. Maďarsko
| | Lotyšsko | 1 :                                                                       | 2   | Maďarsko |    |  |
| --- | -------- | ------------------------------------------------------------------------- | --- | -------- | -- |  |
| Megasaray Tennis Academy, Antalya, Turecko 13. dubna 2023 antuka |          |                                                                           |     |          |    |  |
| \| \| \| \| 1. \| 2. \| 3. \| \| \| -- \| \| ------------------------------------------------------------------------- \| --- \| ---- \| -- \| \| \| 1. \| \| Diāna Marcinkēvičová Natália Szabaninová \| 1 6 \| 62 7 \| \| \| \| 2. \| \| Daniela Vismaneová Réka Luca Janiová \| 6 2 \| 6 3 \| \| \| \| 3. \| \| Diāna Marcinkēvičová / Daniela Vismaneová Anna Bondárová / Dalma Gálfiová \| 1 6 \| 2 6 \| \| \| \| \| \| \| \| \| \| \| \| \| \| \| \| \| \| \| \| \| \| \| \| \| \| \| \| \| \| \| \| \| \| \| \| \| \| \| \| \| \| \| |          |                                                                           |     |          |    |  |
| |          |                                                                           | 1.  | 2.       | 3. |  |
| 1. |          | Diāna Marcinkēvičová Natália Szabaninová                                  | 1 6 | 62 7     |    |  |
| 2. |          | Daniela Vismaneová Réka Luca Janiová                                      | 6 2 | 6 3      |    |  |
| 3. |          | Diāna Marcinkēvičová / Daniela Vismaneová Anna Bondárová / Dalma Gálfiová | 1 6 | 2 6      |    |  |
| |          |                                                                           |     |          |    |  |
| |          |                                                                           |     |          |    |  |
| |          |                                                                           |     |          |    |  |
| |          |                                                                           |     |          |    |  |
| |          |                                                                           |     |          |    |  |

#### Nizozemsko vs. Egypt
| | Nizozemsko | 3 :                                                                 | 0    | Egypt |     |  |
| --- | ---------- | ------------------------------------------------------------------- | ---- | ----- | --- |  |
| Megasaray Tennis Academy, Antalya, Turecko 13. dubna 2023 antuka |            |                                                                     |      |       |     |  |
| \| \| \| \| 1. \| 2. \| 3. \| \| \| -- \| \| ------------------------------------------------------------------- \| ---- \| --- \| --- \| \| \| 1. \| \| Suzan Lamensová Merna Refaatová \| 6 0 \| 6 2 \| \| \| \| 2. \| \| Lesley Pattinama Kerkhoveová Sandra Samirová \| 7 62 \| 3 6 \| 6 1 \| \| \| 3. \| \| Suzan Lamensová / Demi Schuursová Merna Refaatová / Sandra Samirová \| 6 1 \| 7 5 \| \| \| \| \| \| \| \| \| \| \| \| \| \| \| \| \| \| \| \| \| \| \| \| \| \| \| \| \| \| \| \| \| \| \| \| \| \| \| \| \| \| \| |            |                                                                     |      |       |     |  |
| |            |                                                                     | 1.   | 2.    | 3.  |  |
| 1. |            | Suzan Lamensová Merna Refaatová                                     | 6 0  | 6 2   |     |  |
| 2. |            | Lesley Pattinama Kerkhoveová Sandra Samirová                        | 7 62 | 3 6   | 6 1 |  |
| 3. |            | Suzan Lamensová / Demi Schuursová Merna Refaatová / Sandra Samirová | 6 1  | 7 5   |     |  |
| |            |                                                                     |      |       |     |  |
| |            |                                                                     |      |       |     |  |
| |            |                                                                     |      |       |     |  |
| |            |                                                                     |      |       |     |  |
| |            |                                                                     |      |       |     |  |

#### Lotyšsko vs. Turecko
| | Lotyšsko | 0 :                                                                   | 3    | Turecko |    |  |
| --- | -------- | --------------------------------------------------------------------- | ---- | ------- | -- |  |
| Megasaray Tennis Academy, Antalya, Turecko 14. dubna 2023 antuka |          |                                                                       |      |         |    |  |
| \| \| \| \| 1. \| 2. \| 3. \| \| \| -- \| \| --------------------------------------------------------------------- \| ---- \| --- \| -- \| \| \| 1. \| \| Beatrise Zeltiņová Çağla Büyükakçay \| 65 7 \| 3 6 \| \| \| \| 2. \| \| Diāna Marcinkēvičová İpek Özová \| 1 6 \| 2 6 \| \| \| \| 3. \| \| Adelina Lachinovová / Beatrise Zeltiņová Berfu Cengizová / İpek Özová \| 0 6 \| 1 6 \| \| \| \| \| \| \| \| \| \| \| \| \| \| \| \| \| \| \| \| \| \| \| \| \| \| \| \| \| \| \| \| \| \| \| \| \| \| \| \| \| \| \| |          |                                                                       |      |         |    |  |
| |          |                                                                       | 1.   | 2.      | 3. |  |
| 1. |          | Beatrise Zeltiņová Çağla Büyükakçay                                   | 65 7 | 3 6     |    |  |
| 2. |          | Diāna Marcinkēvičová İpek Özová                                       | 1 6  | 2 6     |    |  |
| 3. |          | Adelina Lachinovová / Beatrise Zeltiņová Berfu Cengizová / İpek Özová | 0 6  | 1 6     |    |  |
| |          |                                                                       |      |         |    |  |
| |          |                                                                       |      |         |    |  |
| |          |                                                                       |      |         |    |  |
| |          |                                                                       |      |         |    |  |
| |          |                                                                       |      |         |    |  |

#### Maďarsko vs. Nizozemsko
| | Maďarsko | 3 :                                                                  | 0   | Nizozemsko |     |  |
| --- | -------- | -------------------------------------------------------------------- | --- | ---------- | --- |  |
| Megasaray Tennis Academy, Antalya, Turecko 14. dubna 2023 antuka |          |                                                                      |     |            |     |  |
| \| \| \| \| 1. \| 2. \| 3. \| \| \| -- \| \| -------------------------------------------------------------------- \| --- \| --- \| --- \| \| \| 1. \| \| Dalma Gálfiová Suzan Lamensová \| 6 4 \| 6 3 \| \| \| \| 2. \| \| Anna Bondárová Lesley Pattinama Kerkhoveová \| 6 3 \| 6 3 \| \| \| \| 3. \| \| Anna Bondárová / Dalma Gálfiová Suzan Lamensová / Bibiane Schoofsová \| 4 6 \| 6 3 \| 6 2 \| \| \| \| \| \| \| \| \| \| \| \| \| \| \| \| \| \| \| \| \| \| \| \| \| \| \| \| \| \| \| \| \| \| \| \| \| \| \| \| \| \| |          |                                                                      |     |            |     |  |
| |          |                                                                      | 1.  | 2.         | 3.  |  |
| 1. |          | Dalma Gálfiová Suzan Lamensová                                       | 6 4 | 6 3        |     |  |
| 2. |          | Anna Bondárová Lesley Pattinama Kerkhoveová                          | 6 3 | 6 3        |     |  |
| 3. |          | Anna Bondárová / Dalma Gálfiová Suzan Lamensová / Bibiane Schoofsová | 4 6 | 6 3        | 6 2 |  |
| |          |                                                                      |     |            |     |  |
| |          |                                                                      |     |            |     |  |
| |          |                                                                      |     |            |     |  |
| |          |                                                                      |     |            |     |  |
| |          |                                                                      |     |            |     |  |

### Blok B
|    |            | SWE | SRB | BUL | NOR | DEN | CRO | Zápasy | Sety         | Hry            | Pořadí |
| 4  | Švédsko    |     | 2–1 | 1–2 | 3–0 | 2–1 | 3–0 | 11–4   | 24–13 (65 %) | 203–168 (55 %) | 1      |
| 2  | Srbsko     | 1–2 |     | 2–1 | 2–1 | 3–0 | 3–0 | 11–4   | 25–10 (71 %) | 186–137 (58 %) | 2      |
| 7  | Bulharsko  | 2–1 | 1–2 |     | 1–2 | 2–1 | 3–0 | 9–6    | 21–19 (53 %) | 180–184 (49 %) | 3      |
| 11 | Norsko     | 0–3 | 1–3 | 2–1 |     | 2–1 | 0–3 | 5–10   | 13–21 (38 %) | 150–165 (48 %) | 4      |
| 10 | Dánsko     | 1–2 | 0–3 | 1–2 | 1–2 |     | 2–1 | 5–10   | 13–21 (38 %) | 133–168 (44 %) | 5      |
| 5  | Chorvatsko | 0–3 | 0–3 | 0–3 | 3–0 | 1–2 |     | 4–11   | 12–24 (33 %) | 164–194 (46 %) | 6      |

#### Srbsko vs. Bulharsko
| | Srbsko | 2 :                                                                              | 1   | Bulharsko |     |  |
| --- | ------ | -------------------------------------------------------------------------------- | --- | --------- | --- |  |
| Megasaray Tennis Academy, Antalya, Turecko 10. dubna 2023 antuka |        |                                                                                  |     |           |     |  |
| \| \| \| \| 1. \| 2. \| 3. \| \| \| -- \| \| -------------------------------------------------------------------------------- \| --- \| --- \| --- \| \| \| 1. \| \| Mia Ristićová Denislava Gluškovová \| 6 2 \| 6 2 \| \| \| \| 2. \| \| Lola Radivojevićová Isabella Šinikovová \| 3 6 \| 6 3 \| 6 2 \| \| \| 3. \| \| Katarina Kozarovová / Lola Radivojevićová Lia Karatančevová / Gergana Topalovová \| 6 2 \| 3 6 \| 2 6 \| \| \| \| \| \| \| \| \| \| \| \| \| \| \| \| \| \| \| \| \| \| \| \| \| \| \| \| \| \| \| \| \| \| \| \| \| \| \| \| \| \| |        |                                                                                  |     |           |     |  |
| |        |                                                                                  | 1.  | 2.        | 3.  |  |
| 1. |        | Mia Ristićová Denislava Gluškovová                                               | 6 2 | 6 2       |     |  |
| 2. |        | Lola Radivojevićová Isabella Šinikovová                                          | 3 6 | 6 3       | 6 2 |  |
| 3. |        | Katarina Kozarovová / Lola Radivojevićová Lia Karatančevová / Gergana Topalovová | 6 2 | 3 6       | 2 6 |  |
| |        |                                                                                  |     |           |     |  |
| |        |                                                                                  |     |           |     |  |
| |        |                                                                                  |     |           |     |  |
| |        |                                                                                  |     |           |     |  |
| |        |                                                                                  |     |           |     |  |

#### Švédsko vs. Norsko
| | Švédsko | 3 :                                                                                        | 0   | Norsko |     |  |
| --- | ------- | ------------------------------------------------------------------------------------------ | --- | ------ | --- |  |
| Megasaray Tennis Academy, Antalya, Turecko 10. dubna 2023 antuka |         |                                                                                            |     |        |     |  |
| \| \| \| \| 1. \| 2. \| 3. \| \| \| -- \| \| ------------------------------------------------------------------------------------------ \| --- \| --- \| --- \| \| \| 1. \| \| Caijsa Hennemannová Ulrikke Eikeriová \| 4 6 \| 7 5 \| 6 4 \| \| \| 2. \| \| Rebecca Petersonová Malene Helgøová \| 6 4 \| 6 4 \| \| \| \| 3. \| \| Jacqueline Cabaj Awadová / Kajsa Rinaldo Perssonová Emilie Eldeová / Lilly Elida Håsethová \| 6 0 \| 6 3 \| \| \| \| \| \| \| \| \| \| \| \| \| \| \| \| \| \| \| \| \| \| \| \| \| \| \| \| \| \| \| \| \| \| \| \| \| \| \| \| \| \| \| |         |                                                                                            |     |        |     |  |
| |         |                                                                                            | 1.  | 2.     | 3.  |  |
| 1. |         | Caijsa Hennemannová Ulrikke Eikeriová                                                      | 4 6 | 7 5    | 6 4 |  |
| 2. |         | Rebecca Petersonová Malene Helgøová                                                        | 6 4 | 6 4    |     |  |
| 3. |         | Jacqueline Cabaj Awadová / Kajsa Rinaldo Perssonová Emilie Eldeová / Lilly Elida Håsethová | 6 0 | 6 3    |     |  |
| |         |                                                                                            |     |        |     |  |
| |         |                                                                                            |     |        |     |  |
| |         |                                                                                            |     |        |     |  |
| |         |                                                                                            |     |        |     |  |
| |         |                                                                                            |     |        |     |  |

#### Chorvatsko vs. Dánsko
| | Chorvatsko | 1 :                                                                              | 2    | Dánsko |     |  |
| --- | ---------- | -------------------------------------------------------------------------------- | ---- | ------ | --- |  |
| Megasaray Tennis Academy, Antalya, Turecko 10. dubna 2023 antuka |            |                                                                                  |      |        |     |  |
| \| \| \| \| 1. \| 2. \| 3. \| \| \| -- \| \| -------------------------------------------------------------------------------- \| ---- \| --- \| --- \| \| \| 1. \| \| Petra Marčinková Johanne Svendsenová \| 2 6 \| 7 5 \| 7 5 \| \| \| 2. \| \| Antonia Ružićová Clara Tausonová \| 6 78 \| 1 6 \| \| \| \| 3. \| \| Petra Marčinková / Tara Würthová Rebecca Munk Mortensenová / Johanne Svendsenová \| 3 6 \| 5 7 \| \| \| \| \| \| \| \| \| \| \| \| \| \| \| \| \| \| \| \| \| \| \| \| \| \| \| \| \| \| \| \| \| \| \| \| \| \| \| \| \| \| \| |            |                                                                                  |      |        |     |  |
| |            |                                                                                  | 1.   | 2.     | 3.  |  |
| 1. |            | Petra Marčinková Johanne Svendsenová                                             | 2 6  | 7 5    | 7 5 |  |
| 2. |            | Antonia Ružićová Clara Tausonová                                                 | 6 78 | 1 6    |     |  |
| 3. |            | Petra Marčinková / Tara Würthová Rebecca Munk Mortensenová / Johanne Svendsenová | 3 6  | 5 7    |     |  |
| |            |                                                                                  |      |        |     |  |
| |            |                                                                                  |      |        |     |  |
| |            |                                                                                  |      |        |     |  |
| |            |                                                                                  |      |        |     |  |
| |            |                                                                                  |      |        |     |  |

#### Srbsko vs. Norsko
| | Srbsko | 2 :                                                                     | 1    | Norsko |    |  |
| --- | ------ | ----------------------------------------------------------------------- | ---- | ------ | -- |  |
| Megasaray Tennis Academy, Antalya, Turecko 11. dubna 2023 antuka |        |                                                                         |      |        |    |  |
| \| \| \| \| 1. \| 2. \| 3. \| \| \| -- \| \| ----------------------------------------------------------------------- \| ---- \| --- \| -- \| \| \| 1. \| \| Mia Ristićová Ulrikke Eikeriová \| 6 4 \| 6 4 \| \| \| \| 2. \| \| Lola Radivojevićová Malene Helgøová \| 7 64 \| 7 5 \| \| \| \| 3. \| \| Katarina Kozarovová / Mia Ristićová Ulrikke Eikeriová / Malene Helgøová \| 3 6 \| 2 6 \| \| \| \| \| \| \| \| \| \| \| \| \| \| \| \| \| \| \| \| \| \| \| \| \| \| \| \| \| \| \| \| \| \| \| \| \| \| \| \| \| \| \| |        |                                                                         |      |        |    |  |
| |        |                                                                         | 1.   | 2.     | 3. |  |
| 1. |        | Mia Ristićová Ulrikke Eikeriová                                         | 6 4  | 6 4    |    |  |
| 2. |        | Lola Radivojevićová Malene Helgøová                                     | 7 64 | 7 5    |    |  |
| 3. |        | Katarina Kozarovová / Mia Ristićová Ulrikke Eikeriová / Malene Helgøová | 3 6  | 2 6    |    |  |
| |        |                                                                         |      |        |    |  |
| |        |                                                                         |      |        |    |  |
| |        |                                                                         |      |        |    |  |
| |        |                                                                         |      |        |    |  |
| |        |                                                                         |      |        |    |  |

#### Švédsko vs. Dánsko
| | Švédsko | 2 :                                                                                            | 1   | Dánsko |     |  |
| --- | ------- | ---------------------------------------------------------------------------------------------- | --- | ------ | --- |  |
| Megasaray Tennis Academy, Antalya, Turecko 11. dubna 2023 antuka |         |                                                                                                |     |        |     |  |
| \| \| \| \| 1. \| 2. \| 3. \| \| \| -- \| \| ---------------------------------------------------------------------------------------------- \| --- \| --- \| --- \| \| \| 1. \| \| Caijsa Hennemannová Rebecca Munk Mortensenová \| 2 6 \| 6 1 \| 6 2 \| \| \| 2. \| \| Rebecca Petersonová Clara Tausonová \| 6 2 \| 2 6 \| 4 6 \| \| \| 3. \| \| Caijsa Hennemannová / Kajsa Rinaldo Perssonová Rebecca Munk Mortensenová / Johanne Svendsenová \| 6 3 \| 6 2 \| \| \| \| \| \| \| \| \| \| \| \| \| \| \| \| \| \| \| \| \| \| \| \| \| \| \| \| \| \| \| \| \| \| \| \| \| \| \| \| \| \| \| |         |                                                                                                |     |        |     |  |
| |         |                                                                                                | 1.  | 2.     | 3.  |  |
| 1. |         | Caijsa Hennemannová Rebecca Munk Mortensenová                                                  | 2 6 | 6 1    | 6 2 |  |
| 2. |         | Rebecca Petersonová Clara Tausonová                                                            | 6 2 | 2 6    | 4 6 |  |
| 3. |         | Caijsa Hennemannová / Kajsa Rinaldo Perssonová Rebecca Munk Mortensenová / Johanne Svendsenová | 6 3 | 6 2    |     |  |
| |         |                                                                                                |     |        |     |  |
| |         |                                                                                                |     |        |     |  |
| |         |                                                                                                |     |        |     |  |
| |         |                                                                                                |     |        |     |  |
| |         |                                                                                                |     |        |     |  |

#### Chorvatsko vs. Bulharsko
| | Chorvatsko | 0 :                                                                              | 3    | Bulharsko |     |  |
| --- | ---------- | -------------------------------------------------------------------------------- | ---- | --------- | --- |  |
| Megasaray Tennis Academy, Antalya, Turecko 11. dubna 2023 antuka |            |                                                                                  |      |           |     |  |
| \| \| \| \| 1. \| 2. \| 3. \| \| \| -- \| \| -------------------------------------------------------------------------------- \| ---- \| --- \| --- \| \| \| 1. \| \| Petra Marčinková Lia Karatančevová \| 6 4 \| 3 6 \| 3 6 \| \| \| 2. \| \| Tara Würthová Gergana Topalovová \| 4 6 \| 6 2 \| 3 6 \| \| \| 3. \| \| Lucija Ćirić Bagarićová / Antonia Ružićová Isabella Šinikovová / Julia Terzijská \| 64 7 \| 6 4 \| 3 6 \| \| \| \| \| \| \| \| \| \| \| \| \| \| \| \| \| \| \| \| \| \| \| \| \| \| \| \| \| \| \| \| \| \| \| \| \| \| \| \| \| \| |            |                                                                                  |      |           |     |  |
| |            |                                                                                  | 1.   | 2.        | 3.  |  |
| 1. |            | Petra Marčinková Lia Karatančevová                                               | 6 4  | 3 6       | 3 6 |  |
| 2. |            | Tara Würthová Gergana Topalovová                                                 | 4 6  | 6 2       | 3 6 |  |
| 3. |            | Lucija Ćirić Bagarićová / Antonia Ružićová Isabella Šinikovová / Julia Terzijská | 64 7 | 6 4       | 3 6 |  |
| |            |                                                                                  |      |           |     |  |
| |            |                                                                                  |      |           |     |  |
| |            |                                                                                  |      |           |     |  |
| |            |                                                                                  |      |           |     |  |
| |            |                                                                                  |      |           |     |  |

#### Srbsko vs. Chorvatsko
| | Srbsko | 3 :                                                                             | 0   | Chorvatsko |     |  |
| --- | ------ | ------------------------------------------------------------------------------- | --- | ---------- | --- |  |
| Megasaray Tennis Academy, Antalya, Turecko 12. dubna 2023 antuka |        |                                                                                 |     |            |     |  |
| \| \| \| \| 1. \| 2. \| 3. \| \| \| -- \| \| ------------------------------------------------------------------------------- \| --- \| ---- \| --- \| \| \| 1. \| \| Mia Ristićová Antonia Ružićová \| 6 4 \| 6 3 \| \| \| \| 2. \| \| Lola Radivojevićová Tara Würthová \| 6 2 \| 65 7 \| 7 5 \| \| \| 3. \| \| Olga Danilovićová / Katarina Kozarovová Lucija Ćirić Bagarićová / Tara Würthová \| 6 4 \| 6 1 \| \| \| \| \| \| \| \| \| \| \| \| \| \| \| \| \| \| \| \| \| \| \| \| \| \| \| \| \| \| \| \| \| \| \| \| \| \| \| \| \| \| \| |        |                                                                                 |     |            |     |  |
| |        |                                                                                 | 1.  | 2.         | 3.  |  |
| 1. |        | Mia Ristićová Antonia Ružićová                                                  | 6 4 | 6 3        |     |  |
| 2. |        | Lola Radivojevićová Tara Würthová                                               | 6 2 | 65 7       | 7 5 |  |
| 3. |        | Olga Danilovićová / Katarina Kozarovová Lucija Ćirić Bagarićová / Tara Würthová | 6 4 | 6 1        |     |  |
| |        |                                                                                 |     |            |     |  |
| |        |                                                                                 |     |            |     |  |
| |        |                                                                                 |     |            |     |  |
| |        |                                                                                 |     |            |     |  |
| |        |                                                                                 |     |            |     |  |

#### Švédsko vs. Bulharsko
| | Švédsko | 1 :                                                                                  | 2       | Bulharsko |     |  |
| --- | ------- | ------------------------------------------------------------------------------------ | ------- | --------- | --- |  |
| Megasaray Tennis Academy, Antalya, Turecko 12. dubna 2023 antuka |         |                                                                                      |         |           |     |  |
| \| \| \| \| 1. \| 2. \| 3. \| \| \| -- \| \| ------------------------------------------------------------------------------------ \| ------- \| ---- \| --- \| \| \| 1. \| \| Kajsa Rinaldo Perssonová Lia Karatančevová \| 611 713 \| 64 7 \| \| \| \| 2. \| \| Caijsa Hennemannová Gergana Topalovová \| 6 1 \| 5 7 \| 3 6 \| \| \| 3. \| \| Jacqueline Cabaj Awadová / Caijsa Hennemannová Isabella Šinikovová / Julia Terzijská \| 78 66 \| 4 6 \| 7 5 \| \| \| \| \| \| \| \| \| \| \| \| \| \| \| \| \| \| \| \| \| \| \| \| \| \| \| \| \| \| \| \| \| \| \| \| \| \| \| \| \| \| |         |                                                                                      |         |           |     |  |
| |         |                                                                                      | 1.      | 2.        | 3.  |  |
| 1. |         | Kajsa Rinaldo Perssonová Lia Karatančevová                                           | 611 713 | 64 7      |     |  |
| 2. |         | Caijsa Hennemannová Gergana Topalovová                                               | 6 1     | 5 7       | 3 6 |  |
| 3. |         | Jacqueline Cabaj Awadová / Caijsa Hennemannová Isabella Šinikovová / Julia Terzijská | 78 66   | 4 6       | 7 5 |  |
| |         |                                                                                      |         |           |     |  |
| |         |                                                                                      |         |           |     |  |
| |         |                                                                                      |         |           |     |  |
| |         |                                                                                      |         |           |     |  |
| |         |                                                                                      |         |           |     |  |

#### Dánsko vs. Norsko
| | Dánsko | 1 :                                                                                 | 2      | Norsko |    |  |
| --- | ------ | ----------------------------------------------------------------------------------- | ------ | ------ | -- |  |
| Megasaray Tennis Academy, Antalya, Turecko 12. dubna 2023 antuka |        |                                                                                     |        |        |    |  |
| \| \| \| \| 1. \| 2. \| 3. \| \| \| -- \| \| ----------------------------------------------------------------------------------- \| ------ \| --- \| -- \| \| \| 1. \| \| Rebecca Munk Mortensenová Ulrikke Eikeriová \| 6 3 \| 6 4 \| \| \| \| 2. \| \| Johanne Svendsenová Malene Helgøová \| 4 6 \| 4 6 \| \| \| \| 3. \| \| Rebecca Munk Mortensenová / Johanne Svendsenová Ulrikke Eikeriová / Malene Helgøová \| 68 710 \| 3 6 \| \| \| \| \| \| \| \| \| \| \| \| \| \| \| \| \| \| \| \| \| \| \| \| \| \| \| \| \| \| \| \| \| \| \| \| \| \| \| \| \| \| \| |        |                                                                                     |        |        |    |  |
| |        |                                                                                     | 1.     | 2.     | 3. |  |
| 1. |        | Rebecca Munk Mortensenová Ulrikke Eikeriová                                         | 6 3    | 6 4    |    |  |
| 2. |        | Johanne Svendsenová Malene Helgøová                                                 | 4 6    | 4 6    |    |  |
| 3. |        | Rebecca Munk Mortensenová / Johanne Svendsenová Ulrikke Eikeriová / Malene Helgøová | 68 710 | 3 6    |    |  |
| |        |                                                                                     |        |        |    |  |
| |        |                                                                                     |        |        |    |  |
| |        |                                                                                     |        |        |    |  |
| |        |                                                                                     |        |        |    |  |
| |        |                                                                                     |        |        |    |  |

#### Srbsko vs. Dánsko
| | Srbsko | 3 :                                                                                  | 0   | Dánsko |    |  |
| --- | ------ | ------------------------------------------------------------------------------------ | --- | ------ | -- |  |
| Megasaray Tennis Academy, Antalya, Turecko 13. dubna 2023 antuka |        |                                                                                      |     |        |    |  |
| \| \| \| \| 1. \| 2. \| 3. \| \| \| -- \| \| ------------------------------------------------------------------------------------ \| --- \| --- \| -- \| \| \| 1. \| \| Mia Ristićová Sarafina Olivia Hansenová \| 6 2 \| 6 3 \| \| \| \| 2. \| \| Lola Radivojevićová Rebecca Munk Mortensenová \| 6 4 \| 6 0 \| \| \| \| 3. \| \| Olga Danilovićová / Katarina Kozarovová Sarafina Olivia Hansenová / Natacha Schouová \| 6 0 \| 6 3 \| \| \| \| \| \| \| \| \| \| \| \| \| \| \| \| \| \| \| \| \| \| \| \| \| \| \| \| \| \| \| \| \| \| \| \| \| \| \| \| \| \| \| |        |                                                                                      |     |        |    |  |
| |        |                                                                                      | 1.  | 2.     | 3. |  |
| 1. |        | Mia Ristićová Sarafina Olivia Hansenová                                              | 6 2 | 6 3    |    |  |
| 2. |        | Lola Radivojevićová Rebecca Munk Mortensenová                                        | 6 4 | 6 0    |    |  |
| 3. |        | Olga Danilovićová / Katarina Kozarovová Sarafina Olivia Hansenová / Natacha Schouová | 6 0 | 6 3    |    |  |
| |        |                                                                                      |     |        |    |  |
| |        |                                                                                      |     |        |    |  |
| |        |                                                                                      |     |        |    |  |
| |        |                                                                                      |     |        |    |  |
| |        |                                                                                      |     |        |    |  |

#### Švédsko vs. Chorvatsko
| | Švédsko | 3 :                                                                                            | 0    | Chorvatsko |    |  |
| --- | ------- | ---------------------------------------------------------------------------------------------- | ---- | ---------- | -- |  |
| Megasaray Tennis Academy, Antalya, Turecko 13. dubna 2023 antuka |         |                                                                                                |      |            |    |  |
| \| \| \| \| 1. \| 2. \| 3. \| \| \| -- \| \| ---------------------------------------------------------------------------------------------- \| ---- \| ---- \| -- \| \| \| 1. \| \| Caijsa Hennemannová Petra Marčinková \| 6 4 \| 7 5 \| \| \| \| 2. \| \| Rebecca Petersonová Tara Würthová \| 7 63 \| 7 65 \| \| \| \| 3. \| \| Jacqueline Cabaj Awadová / Kajsa Rinaldo Perssonová Lucija Ćirić Bagarićová / Antonia Ružićová \| 7 5 \| 7 5 \| \| \| \| \| \| \| \| \| \| \| \| \| \| \| \| \| \| \| \| \| \| \| \| \| \| \| \| \| \| \| \| \| \| \| \| \| \| \| \| \| \| \| |         |                                                                                                |      |            |    |  |
| |         |                                                                                                | 1.   | 2.         | 3. |  |
| 1. |         | Caijsa Hennemannová Petra Marčinková                                                           | 6 4  | 7 5        |    |  |
| 2. |         | Rebecca Petersonová Tara Würthová                                                              | 7 63 | 7 65       |    |  |
| 3. |         | Jacqueline Cabaj Awadová / Kajsa Rinaldo Perssonová Lucija Ćirić Bagarićová / Antonia Ružićová | 7 5  | 7 5        |    |  |
| |         |                                                                                                |      |            |    |  |
| |         |                                                                                                |      |            |    |  |
| |         |                                                                                                |      |            |    |  |
| |         |                                                                                                |      |            |    |  |
| |         |                                                                                                |      |            |    |  |

#### Bulharsko vs. Norsko
| | Bulharsko | 1 :                                                                        | 2   | Norsko |     |  |
| --- | --------- | -------------------------------------------------------------------------- | --- | ------ | --- |  |
| Megasaray Tennis Academy, Antalya, Turecko 13. dubna 2023 antuka |           |                                                                            |     |        |     |  |
| \| \| \| \| 1. \| 2. \| 3. \| \| \| -- \| \| -------------------------------------------------------------------------- \| --- \| --- \| --- \| \| \| 1. \| \| Lia Karatančevová Ulrikke Eikeriová \| 3 6 \| 6 4 \| 6 4 \| \| \| 2. \| \| Gergana Topalovová Malene Helgøová \| 0 6 \| 2 6 \| \| \| \| 3. \| \| Lia Karatančevová / Gergana Topalovová Ulrikke Eikeriová / Malene Helgøová \| 6 2 \| 1 6 \| 4 6 \| \| \| \| \| \| \| \| \| \| \| \| \| \| \| \| \| \| \| \| \| \| \| \| \| \| \| \| \| \| \| \| \| \| \| \| \| \| \| \| \| \| |           |                                                                            |     |        |     |  |
| |           |                                                                            | 1.  | 2.     | 3.  |  |
| 1. |           | Lia Karatančevová Ulrikke Eikeriová                                        | 3 6 | 6 4    | 6 4 |  |
| 2. |           | Gergana Topalovová Malene Helgøová                                         | 0 6 | 2 6    |     |  |
| 3. |           | Lia Karatančevová / Gergana Topalovová Ulrikke Eikeriová / Malene Helgøová | 6 2 | 1 6    | 4 6 |  |
| |           |                                                                            |     |        |     |  |
| |           |                                                                            |     |        |     |  |
| |           |                                                                            |     |        |     |  |
| |           |                                                                            |     |        |     |  |
| |           |                                                                            |     |        |     |  |

#### Srbsko vs. Švédsko
| | Srbsko | 1 :                                                                                         | 2   | Švédsko |     |  |
| --- | ------ | ------------------------------------------------------------------------------------------- | --- | ------- | --- |  |
| Megasaray Tennis Academy, Antalya, Turecko 14. dubna 2023 antuka |        |                                                                                             |     |         |     |  |
| \| \| \| \| 1. \| 2. \| 3. \| \| \| -- \| \| ------------------------------------------------------------------------------------------- \| --- \| --- \| --- \| \| \| 1. \| \| Mia Ristićová Caijsa Hennemannová \| 6 4 \| 5 7 \| 1 6 \| \| \| 2. \| \| Lola Radivojevićová Rebecca Petersonová \| 4 6 \| 6 3 \| 4 6 \| \| \| 3. \| \| Olga Danilovićová / Katarina Kozarovová Jacqueline Cabaj Awadová / Kajsa Rinaldo Perssonová \| 6 4 \| 6 3 \| \| \| \| \| \| \| \| \| \| \| \| \| \| \| \| \| \| \| \| \| \| \| \| \| \| \| \| \| \| \| \| \| \| \| \| \| \| \| \| \| \| \| |        |                                                                                             |     |         |     |  |
| |        |                                                                                             | 1.  | 2.      | 3.  |  |
| 1. |        | Mia Ristićová Caijsa Hennemannová                                                           | 6 4 | 5 7     | 1 6 |  |
| 2. |        | Lola Radivojevićová Rebecca Petersonová                                                     | 4 6 | 6 3     | 4 6 |  |
| 3. |        | Olga Danilovićová / Katarina Kozarovová Jacqueline Cabaj Awadová / Kajsa Rinaldo Perssonová | 6 4 | 6 3     |     |  |
| |        |                                                                                             |     |         |     |  |
| |        |                                                                                             |     |         |     |  |
| |        |                                                                                             |     |         |     |  |
| |        |                                                                                             |     |         |     |  |
| |        |                                                                                             |     |         |     |  |

#### Chorvatsko vs. Norsko
| | Chorvatsko | 3 :                                                                               | 0   | Norsko |     |  |
| --- | ---------- | --------------------------------------------------------------------------------- | --- | ------ | --- |  |
| Megasaray Tennis Academy, Antalya, Turecko 14. dubna 2023 antuka |            |                                                                                   |     |        |     |  |
| \| \| \| \| 1. \| 2. \| 3. \| \| \| -- \| \| --------------------------------------------------------------------------------- \| --- \| --- \| --- \| \| \| 1. \| \| Antonia Ružićová Ulrikke Eikeriová \| 6 2 \| 6 4 \| \| \| \| 2. \| \| Tara Würthová Malene Helgøová \| 0 6 \| 6 3 \| 6 3 \| \| \| 3. \| \| Lucija Ćirić Bagarićová / Petra Marčinková Emilie Eldeová / Lilly Elida Håsethová \| 6 2 \| 6 1 \| \| \| \| \| \| \| \| \| \| \| \| \| \| \| \| \| \| \| \| \| \| \| \| \| \| \| \| \| \| \| \| \| \| \| \| \| \| \| \| \| \| \| |            |                                                                                   |     |        |     |  |
| |            |                                                                                   | 1.  | 2.     | 3.  |  |
| 1. |            | Antonia Ružićová Ulrikke Eikeriová                                                | 6 2 | 6 4    |     |  |
| 2. |            | Tara Würthová Malene Helgøová                                                     | 0 6 | 6 3    | 6 3 |  |
| 3. |            | Lucija Ćirić Bagarićová / Petra Marčinková Emilie Eldeová / Lilly Elida Håsethová | 6 2 | 6 1    |     |  |
| |            |                                                                                   |     |        |     |  |
| |            |                                                                                   |     |        |     |  |
| |            |                                                                                   |     |        |     |  |
| |            |                                                                                   |     |        |     |  |
| |            |                                                                                   |     |        |     |  |

#### Bulharsko vs. Dánsko
| | Bulharsko | 2 :                                                                                    | 1   | Dánsko |     |  |
| --- | --------- | -------------------------------------------------------------------------------------- | --- | ------ | --- |  |
| Megasaray Tennis Academy, Antalya, Turecko 14. dubna 2023 antuka |           |                                                                                        |     |        |     |  |
| \| \| \| \| 1. \| 2. \| 3. \| \| \| -- \| \| -------------------------------------------------------------------------------------- \| --- \| --- \| --- \| \| \| 1. \| \| Lia Karatančevová Rebecca Munk Mortensenová \| 6 0 \| 6 0 \| \| \| \| 2. \| \| Gergana Topalovová Clara Tausonová \| 3 6 \| 1 6 \| \| \| \| 3. \| \| Lia Karatančevová / Gergana Topalovová Rebecca Munk Mortensenová / Johanne Svendsenová \| 6 3 \| 3 6 \| 6 1 \| \| \| \| \| \| \| \| \| \| \| \| \| \| \| \| \| \| \| \| \| \| \| \| \| \| \| \| \| \| \| \| \| \| \| \| \| \| \| \| \| \| |           |                                                                                        |     |        |     |  |
| |           |                                                                                        | 1.  | 2.     | 3.  |  |
| 1. |           | Lia Karatančevová Rebecca Munk Mortensenová                                            | 6 0 | 6 0    |     |  |
| 2. |           | Gergana Topalovová Clara Tausonová                                                     | 3 6 | 1 6    |     |  |
| 3. |           | Lia Karatančevová / Gergana Topalovová Rebecca Munk Mortensenová / Johanne Svendsenová | 6 3 | 3 6    | 6 1 |  |
| |           |                                                                                        |     |        |     |  |
| |           |                                                                                        |     |        |     |  |
| |           |                                                                                        |     |        |     |  |
| |           |                                                                                        |     |        |     |  |
| |           |                                                                                        |     |        |     |  |

### Baráž
| Pořadí      | tým bloku A | výsledek | tým bloku B |
| ----------- | ----------- | -------- | ----------- |
| 1.–2. místo | Maďarsko    | 1–2      | Švédsko     |
| Postup      | Nizozemsko  | 2–1      | Srbsko      |
| 5.–6. místo | Turecko     | 0–2      | Bulharsko   |
| 7.–8. místo | Lotyšsko    | 2–0      | Norsko      |
| Sestup      | Egypt       | 1–2      | Dánsko      |
| Sestup      | —           | —        | Chorvatsko  |

Vysvětlivky
1. ↑  Oba týmy měly postup zajištěn. Sehrály tak zápas o konečné pořadí ve skupině.
2. ↑  Do baráže se původně kvalifikovalo Polsko jako jeden z poražených týmů kvalifikačního kola. Po zisku divoké karty do finálového turnaje jej v baráži nahradilo Srbsko z pozice nejvýše postaveného a nepostupujícího týmu na žebříčku ITF z 1. skupiny euroafrické zóny, při zachování evropské kontinentální příslušnosti.

### Konečné pořadí
| Umístění         | Tým        | Tým        | Tým | Tým |
| Postup/1. místo  | Švédsko    | Švédsko    |     |     |
| Postup/2. místo  | Maďarsko   | Maďarsko   |     |     |
| Postup/3. místo  | Nizozemsko | Nizozemsko |     |     |
| Postup/4. místo  | Srbsko     | Srbsko     |     |     |
| 5. místo         | Bulharsko  | Bulharsko  |     |     |
| 6. místo         | Turecko    | Turecko    |     |     |
| 7. místo         | Lotyšsko   | Lotyšsko   |     |     |
| 8. místo         | Norsko     | Norsko     |     |     |
| 9. místo         | Dánsko     | Dánsko     |     |     |
| Sestup/10. místo | Egypt      | Egypt      |     |     |
| Sestup/11. místo | Chorvatsko | Chorvatsko |     |     |

Výsledek
- Maďarsko, Nizozemsko a Švédsko postoupily do světové baráže 2023
- Srbsko postoupilo do světové baráže 2023 jako náhradník
- Egypt a Chorvatsko sestoupily do 2. skupiny zóny Evropy a Afriky 2024

## 2. skupina
- Místo konání: Jamor Sports Complex, Oeiras, Portugalsko (antuka, venku)[2]
- Datum: 10.–15. dubna 2023
- Formát: Jedenáct týmů hrálo ve dvou základních blocích. Dvě nejvýše postavená družstva z bloků postoupila do boje o dvě postupová místa. Vítězové vzájemných duelů prvního s druhým z opačných bloků postoupili do 1. skupiny euroafrické zóny pro rok 2024. Výběry z odpovídajících příček bloků nastoupily ke vzájemným zápasům o konečné umístění ve skupině, ty z pátých míst sehrály utkání o sestup. Poražený  tohoto utkání sestoupil s posledním šestým družstvem bloku B do 3. skupiny euroafrické zóny pro rok 2024.[2]

### Nasazení
| Tým                                                          | ITF | nas. |
| ------------------------------------------------------------ | --- | ---- |
| Řecko                                                        | 43. | 1.   |
| Litva                                                        | 54. | 2.   |
| Izrael                                                       | 57. | 3.   |
| Estonsko                                                     | 59  | 4.   |
| Gruzie                                                       | 62. | 5.   |
| Bosna a Hercegovina                                          | 68. | 6.   |
| Portugalsko                                                  | 69. | 7.   |
| Irsko                                                        | 70. | 8.   |
| Malta                                                        | 73. | 9.   |
| Jižní Afrika                                                 | 74. | 10.  |
| Kosovo                                                       | 76. | 11.  |
| ITF – žebříček ITFnasazení dle žebříčku z 16. listopadu 2022 |     |      |

|    | Blok A                    | POR | GRE | BIH | ISR | MLT |
| 1. | Portugalsko (4–0)         |     | 2–1 | 2–1 | 3–0 | 2–1 |
| 2. | Řecko (3–1)               | 1–2 |     | 2–1 | 3–0 | 2–1 |
| 3. | Bosna a Hercegovina (2–2) | 1–2 | 1–2 |     | 3–0 | 2–1 |
| 4. | Izrael (1–3)              | 0–3 | 0–3 | 0–3 |     | 2–1 |
| 5. | Malta (0–4)               | 1–2 | 1–2 | 1–2 | 1–2 |     |

|    | Blok B             | EST | GEO | LTU | KOS | RSA | IRE |
| 1. | Estonsko (5–0)     |     | 3–0 | 2–1 | 3–0 | 3–0 | 3–0 |
| 2. | Gruzie (4–1)       | 0–3 |     | 2–1 | 3–0 | 3–0 | 2–1 |
| 3. | Litva (3–2)        | 1–2 | 1–2 |     | 3–0 | 2–1 | 3–0 |
| 4. | Kosovo (2–3)       | 0–3 | 0–3 | 0–3 |     | 3–0 | 2–1 |
| 5. | Jižní Afrika (1–4) | 0–3 | 0–3 | 1–2 | 0–3 |     | 2–1 |
| 6. | Irsko (0–5)        | 0–3 | 1–2 | 0–3 | 1–2 | 1–2 |     |

### Baráž
| Pořadí      | tým bloku A         | výsledek | tým bloku B  |
| ----------- | ------------------- | -------- | ------------ |
| Postup      | Portugalsko         | 2–0      | Gruzie       |
| Postup      | Řecko               | 2–0      | Estonsko     |
| 5.–8. místo | Bosna a Hercegovina | 2–0      | Kosovo       |
| 5.–8. místo | Izrael              | 0–2      | Litva        |
| Sestup      | Malta               | 2–0      | Jižní Afrika |
| Sestup      | —                   | —        | Irsko        |

### Konečné pořadí
| Umístění         | Tým                 | Tým          |
| Postup/1. místo  | Portugalsko         | Řecko        |
| 3. místo         | Gruzie              | Estonsko     |
| 5. místo         | Bosna a Hercegovina | Litva        |
| 7. místo         | Izrael              | Kosovo       |
| 9. místo         | Malta               | Malta        |
| Sestup/10. místo | Jižní Afrika        | Jižní Afrika |
| Sestup/11. místo | Irsko               | Irsko        |

Výsledek
- Portugalsko a Řecko postoupily do 1. skupiny zóny Evropy a Afriky 2024
- Irsko sestoupilo do 3. evropské skupiny zóny Evropy a Afriky 2024
- Jižní Afrika sestoupila do 3. africké skupiny zóny Evropy a Afriky 2024

## 3. evropská skupina
- Místo konání: Tenisový klub Jug, Skopje, Severní Makedonie (antuka, venku)[3]
- Datum: 19.–24. června 2023
- Formát: Jedenáct týmů hrálo ve dvou základních blocích. Jejich vítězové sehrály vzájemný barážový zápas o jedno postupové místo do 2. skupiny euroafrické zóny pro rok 2024. Výběry z dalších odpovídajících příček bloků nastoupily ke vzájemným utkáním o konečné umístění ve skupině.[3]

### Nasazení
| Tým                                                          | ITF  | nas. |
| ------------------------------------------------------------ | ---- | ---- |
| Lucembursko                                                  | 66.  | 1.   |
| Finsko                                                       | 75.  | 2.   |
| Kypr                                                         | 82.  | 3.   |
| Severní Makedonie                                            | 83.  | 4.   |
| Černá Hora                                                   | 84.  | 5.   |
| Moldavsko                                                    | 91.  | 6.   |
| Arménie                                                      | 95.  | 7.   |
| Albánie                                                      | 98.  | 8.   |
| Island                                                       | 101. | 9.   |
| Ázerbájdžán                                                  | 106. | 10.  |
| San Marino                                                   | —    | –    |
| ITF – žebříček ITFnasazení dle žebříčku z 16. listopadu 2022 |      |      |

|    | Blok A            | ARM | CYP | LUX | MNE | SMR |
| 1. | Arménie (4–0)     |     | 2–1 | 2–1 | 2–1 | 2–1 |
| 2. | Kypr (3–1)        | 1–2 |     | 2–1 | 2–1 | 3–0 |
| 3. | Lucembursko (2–2) | 1–2 | 1–2 |     | 3–0 | 3–0 |
| 4. | Černá Hora (1–3)  | 1–2 | 1–2 | 0–3 |     | 3–0 |
| 5. | San Marino (0–4)  | 1–2 | 0–3 | 0–3 | 0–3 |     |

|    | Blok B                  | MKD | FIN | MDA | ALB | ISL | AZE |
| 1. | Severní Makedonie (5–0) |     | 2–1 | 3–0 | 3–0 | 3–0 | 3–0 |
| 2. | Finsko (4–1)            | 1–2 |     | 3–0 | 3–0 | 3–0 | 3–0 |
| 3. | Moldavsko (3–2)         | 0–3 | 0–3 |     | 3–0 | 3–0 | 3–0 |
| 4. | Albánie (2–3)           | 0–3 | 0–3 | 0–3 |     | 3–0 | 3–0 |
| 5. | Island (1–4)            | 0–3 | 0–3 | 0–3 | 0–3 |     | 3–0 |
| 6. | Ázerbájdžán (0–5)       | 0–3 | 0–3 | 0–3 | 0–3 | 0–3 |     |

### Baráž
| Pořadí       | tým bloku A | výsledek | tým bloku B       |
| ------------ | ----------- | -------- | ----------------- |
| Postup       | Arménie     | 1–2      | Severní Makedonie |
| 3.–4. místo  | Kypr        | 0–3      | Finsko            |
| 5.–6. místo  | Lucembursko | 2–1      | Moldavsko         |
| 7.–8. místo  | Černá Hora  | 0–2      | Albánie           |
| 9.–10. místo | San Marino  | 1–2      | Island            |
| 11. místo    | —           | —        | Ázerbájdžán       |

### Konečné pořadí
| Umístění        | Tým               | Tým | Tým | Tým |
| Postup/1. místo | Severní Makedonie |     |     |     |
| 2. místo        | Arménie           |     |     |     |
| 3. místo        | Finsko            |     |     |     |
| 4. místo        | Kypr              |     |     |     |
| 5. místo        | Lucembursko       |     |     |     |
| 6. místo        | Moldavsko         |     |     |     |
| 7. místo        | Albánie           |     |     |     |
| 8. místo        | Černá Hora        |     |     |     |
| 9. místo        | Island            |     |     |     |
| 10. místo       | San Marino        |     |     |     |
| 11. místo       | Ázerbájdžán       |     |     |     |

Výsledek
- Severní Makedonie postoupila do 2. skupiny zóny Evropy a Afriky 2024[3]

## 3. africká skupina
- Místo konání: Nairobi Club, Nairobi, Keňa (antuka, venku)
- Datum: 12.–17. června 2023
- Formát: Dvanáct týmů hrálo ve dvou šestičlenných blocích. Jejich vítězové sehrály vzájemný barážový zápas o jedno postupové místo do 2. skupiny euroafrické zóny pro rok 2024. Výběry z dalších odpovídajících příček bloků nastoupily ke vzájemným utkáním o konečné umístění ve skupině. Družstva z posledních šestých mís bloků nastoupily ke vzájemnému duelu, jehož poražený sestoupil do 4. africké skupiny euroafrické zóny pro rok 2024.[3]

### Nasazení
| Tým                                                          | ITF  | nas. |
| ------------------------------------------------------------ | ---- | ---- |
| Maroko                                                       | 90.  | 1.   |
| Tunisko                                                      | 93.  | 2.   |
| Botswana                                                     | 100. | 3.   |
| Ghana                                                        | 106. | 4.   |
| Burundi                                                      | 109. | 5.   |
| Nigérie                                                      | 110. | 6.   |
| Zimbabwe                                                     | 112. | 7.   |
| Namibie                                                      | 113. | 8.   |
| Mauricius                                                    | 114. | 9.   |
| Uganda                                                       | 114. | 10.  |
| Keňa                                                         | 116. | 11.  |
| Seychely                                                     | 117. | 12.  |
| ITF – žebříček ITFnasazení dle žebříčku z 16. listopadu 2022 |      |      |

|    | Blok A         | MAR | KEN | NGR | BOT | NAM | UGA |
| 1. | Maroko (4–1)   |     | 1–2 | 3–0 | 3–0 | 3–0 | 3–0 |
| 2. | Keňa (4–1)     | 2–1 |     | 1–2 | 3–0 | 3–0 | 3–0 |
| 3. | Nigérie (4–1)  | 0–3 | 2–1 |     | 3–0 | 3–0 | 3–0 |
| 4. | Botswana (2–3) | 0–3 | 0–3 | 0–3 |     | 2–1 | 3–0 |
| 5. | Namibie (1–4)  | 0–3 | 0–3 | 0–3 | 1–2 |     | 3–0 |
| 6. | Uganda (0–5)   | 0–3 | 0–3 | 0–3 | 0–3 | 0–3 |     |

|    | Blok B          | TUN | ZIM | GHA | MRI | BDI | SEY |
| 1. | Tunisko (5–0)   |     | 3–0 | 3–0 | 3–0 | 3–0 | 3–0 |
| 2. | Zimbabwe (4–1)  | 0–3 |     | 3–0 | 3–0 | 2–1 | 3–0 |
| 3. | Ghana (3–2)     | 0–3 | 0–3 |     | 2–1 | 3–0 | 3–0 |
| 4. | Mauricius (2–3) | 0–3 | 0–3 | 1–2 |     | 3–0 | 3–0 |
| 5. | Burundi (1–4)   | 0–3 | 1–2 | 0–3 | 0–3 |     | 3–0 |
| 6. | Seychely (0–5)  | 0–3 | 0–3 | 0–3 | 0–3 | 0–3 |     |

### Baráž
| Pořadí       | tým bloku A | výsledek | tým bloku B |
| ------------ | ----------- | -------- | ----------- |
| Postup       | Maroko      | 2–1      | Tunisko     |
| 3.–4. místo  | Keňa        | 2–1      | Zimbabwe    |
| 5.–6. místo  | Nigérie     | 2–0      | Ghana       |
| 7.–8. místo  | Botswana    | 0–2      | Mauricius   |
| 9.–10. místo | Namibie     | 1–2      | Burundi     |
| Sestup       | Uganda      | 2–0      | Seychely    |

### Konečné pořadí
| Umístění         | Tým       | Tým | Tým | Tým |
| Postup/1. místo  | Maroko    |     |     |     |
| 2. místo         | Tunisko   |     |     |     |
| 3. místo         | Keňa      |     |     |     |
| 4. místo         | Zimbabwe  |     |     |     |
| 5. místo         | Nigérie   |     |     |     |
| 6. místo         | Ghana     |     |     |     |
| 7. místo         | Mauricius |     |     |     |
| 8. místo         | Botswana  |     |     |     |
| 9. místo         | Burundi   |     |     |     |
| 10. místo        | Namibie   |     |     |     |
| 11. místo        | Uganda    |     |     |     |
| Sestup/12. místo | Seychely  |     |     |     |

Výsledek
- Maroko postoupilo do 2. skupiny zóny Evropy a Afriky 2024
- Seychely sestoupily do 4. africké skupiny zóny Evropy a Afriky 2024

## 4. africká skupina
- Místo konání: Ecology Tennis Club, Kigali, Rwanda (antuka, venku)[5]
- Datum: 5.–10. června 2023
- Formát: Jedenáct týmů hrálo ve dvou základních blocích. Jejich vítězové sehrály vzájemný barážový zápas o jedno postupové místo do 3. africké skupiny euroafrické zóny pro rok 2024. Výběry z dalších odpovídajících příček bloků nastoupily ke vzájemným utkáním o konečné umístění ve skupině.[3]

### Nasazení
| Tým                                                          | ITF  | nas. |
| ------------------------------------------------------------ | ---- | ---- |
| Kongo                                                        | 119. | 1.   |
| Rwanda                                                       | 119. | 2.   |
| Angola                                                       | —    | –    |
| Kamerun                                                      | —    | –    |
| Konžská DR                                                   | —    | –    |
| Etiopie                                                      | —    | –    |
| Lesotho                                                      | —    | –    |
| Madagaskar                                                   | —    | –    |
| Mosambik                                                     | —    | –    |
| Senegal                                                      | —    | –    |
| Tanzanie                                                     | —    | –    |
| ITF – žebříček ITFnasazení dle žebříčku z 16. listopadu 2022 |      |      |

|    | Blok A         | TAN | RWA | ETH | ANG | MOZ |
| 1. | Tanzanie (4–0) |     | 2–1 | 2–1 | 2–1 | 3–0 |
| 2. | Rwanda (3–1)   | 1–2 |     | 3–0 | 3–0 | 3–0 |
| 3. | Etiopie (2–2)  | 1–2 | 0–3 |     | 3–0 | 3–0 |
| 4. | Angola (1–3)   | 1–2 | 0–3 | 0–3 |     | 2–1 |
| 5. | Mosambik (0–4) | 0–3 | 0–3 | 0–3 | 1–2 |     |

|    | Blok B           | MAD | CMR | DRC | SEN | LES | CGO |
| 1. | Madagaskar (5–0) |     | 2–1 | 3–0 | 3–0 | 3–0 | 3–0 |
| 2. | Kamerun (4–1)    | 1–2 |     | 3–0 | 3–0 | 3–0 | 3–0 |
| 3. | Konžská DR (3–2) | 0–3 | 0–3 |     | 2–1 | 3–0 | 3–0 |
| 4. | Senegal (2–3)    | 0–3 | 0–3 | 1–2 |     | 3–0 | 3–0 |
| 5. | Lesotho (1–4)    | 0–3 | 0–3 | 0–3 | 0–3 |     | 3–0 |
| 6. | Kongo (0–5)      | 0–3 | 0–3 | 0–3 | 0–3 | 0–3 |     |

### Baráž
| Pořadí       | tým bloku A | výsledek | tým bloku B |
| ------------ | ----------- | -------- | ----------- |
| Postup       | Tanzanie    | 0–3      | Madagaskar  |
| 3.–4. místo  | Rwanda      | 0–3      | Kamerun     |
| 5.–6. místo  | Etiopie     | 2–1      | Konžská DR  |
| 7.–8. místo  | Angola      | 0–2      | Senegal     |
| 9.–10. místo | Mosambik    | 0–2      | Lesotho     |
| 11. místo    | —           | —        | Kongo       |

### Konečné pořadí
| Umístění        | Tým        | Tým | Tým | Tým |
| Postup/1. místo | Madagaskar |     |     |     |
| 2. místo        | Tanzanie   |     |     |     |
| 3. místo        | Kamerun    |     |     |     |
| 4. místo        | Rwanda     |     |     |     |
| 5. místo        | Etiopie    |     |     |     |
| 6. místo        | Konžská DR |     |     |     |
| 7. místo        | Senegal    |     |     |     |
| 8. místo        | Angola     |     |     |     |
| 9. místo        | Lesotho    |     |     |     |
| 10. místo       | Mosambik   |     |     |     |
| 11. místo       | Kongo      |     |     |     |

Výsledek
- Madagaskar postoupil do 3. africké skupiny zóny Evropy a Afriky 2024